# Montanyeta de Llastarri
Montanyeta de Llastarri és el nom que rep el contrafort nord-occidental de la Pala del Teller, extrem oest de la Serra de Sant Gervàs, sota de la qual s'obre, cap a l'oest-nord-oest la vall de Casterner de les Olles i cap al sud-oest el coster amb els antics pobles de Llastarri i de Miralles.